# OH-6 (航空機)
OH-6 カイユース
アメリカ陸軍のOH-6A
- 用途：観測・連絡・軽武装
- 分類：小型ヘリコプター
- 製造者：ヒューズ・ヘリコプターズ社
- 運用者：
  -  アメリカ合衆国（アメリカ陸軍、アメリカ海軍）
  -  日本（陸上自衛隊、海上自衛隊）他
- 初飛行：1963年2月27日
- 生産数：1,420機（OH-6A）
- 生産開始：1965年
- 運用開始：1966年
- 運用状況：現役
- ユニットコスト：1万9860USドル（1966年）

OH-6は、アメリカ合衆国の航空機メーカー、ヒューズ・ヘリコプターズ社が開発した小型ヘリコプター。アメリカ軍における愛称は「カイユース」（Cayuse：アメリカ先住民のカイユース族から」）。機体形状から「フライングエッグ（空飛ぶ卵）」、開発計画名LOHから転じた「ローチ（ドジョウ）」の別名でも呼ばれている。

## 来歴
1950年代、アメリカ陸軍は回転翼機の運用を通じて、その汎用性に着目していた。「空中騎兵」というコンセプトの一環として、ロジャース将軍を委員長とする陸軍航空機要件検討委員会（Army Aircraft Requirements Review Board）では新しい軽ヘリコプターの必要性についても検討しており、1960年に国防総省が発出した技術仕様書153では、計画名は「軽観測ヘリコプター」（Light Observation Helicopter, LOH）としつつ、観測機としての観測や写真偵察に留まらず、人員や貨物の輸送、軽地上攻撃、負傷者後送など様々な任務が盛り込まれた。

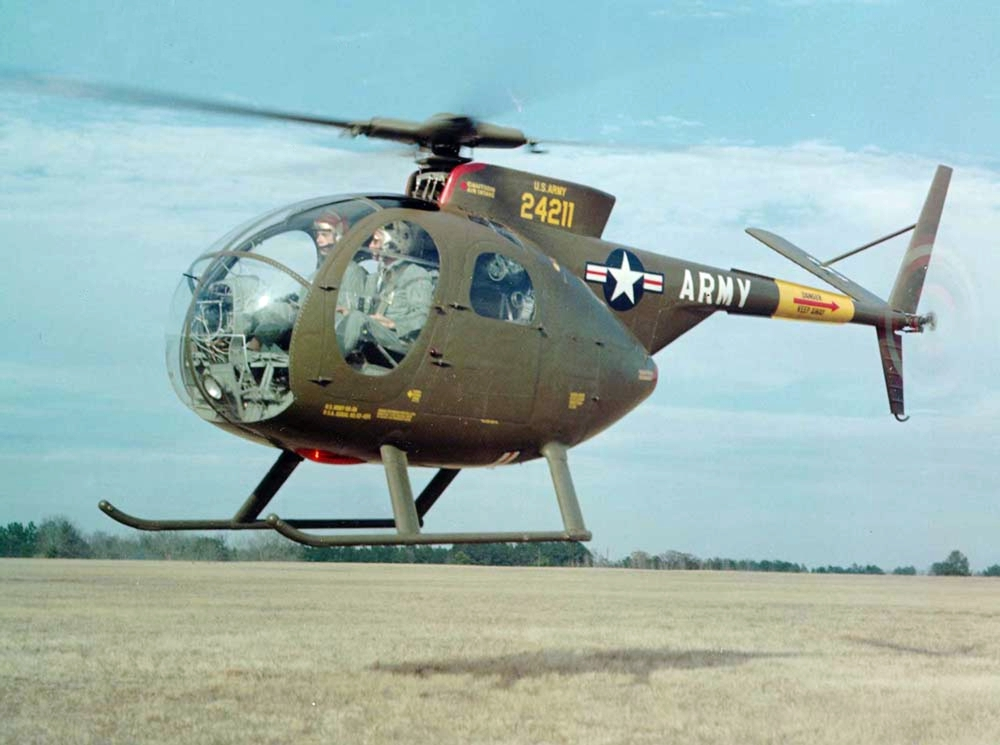
YOH-6A

1961年初頭、12社（ベル、ボーイング、セスナ、ジャイロダイン、ヒラー、ヒューズ、カイザー、カマン、ロッキード、マクドネル、リパブリック、シコルスキー）から17の提案が提出された。まずベル社の案（モデルD-250; 後のモデル206）とヒラー社の案（モデル1100）の2案が採択されたが、まもなくヒューズ社の案（モデル369）も採択されることになり、ベル社の案はYHO-4（後のOH-4A）、ヒラー社の案はYHO-5（後のOH-5A）、そしてヒューズ社の案はYHO-6（後のOH-6A）の番号を与えられて飛行試験に供されることになった。1961年5月19日、ヒューズ社と米陸軍との間でプロトタイプ5機の開発・製造の契約が締結されて、最初の機体であるN9696Fは1963年2月27日に初飛行し、1964年6月30日には連邦航空局（FAA）から民間認証（型式証明H3WE）を取得した。
1964年秋には、ヒラーOH-5AとヒューズOH-6Aの両方が要求性能を満たすと判断されており、後はコストの問題となった。最初の714機の発注に対して、フェアチャイルド・ヒラー社はOH-5A 1機あたり29,415米ドルの価格を設定したのに対し、ヒューズ社はOH-6A 1機あたりわずか19,860米ドルの価格を提示した。これはヒューズ社の資金力を生かした産業スパイ活動なども踏まえて設定された価格であり、最初の714機の発注だけでは赤字となるが、生産が3,600-4,000機にまで増加すれば、追加発注分でもとが取れるという判断だったといわれる。フェアチャイルド・ヒラー社はこの価格差を覆すことができず、1965年5月26日、ヒューズ社に対してOH-6A 714機が発注された。また同年4月21日には、OH-6Aの民間仕様機をモデル 500として市場に投入することも発表された

## 設計
陸軍は、LOH計画機をセスナO-1観測機やベルOH-13、ヒラーOH-23観測ヘリコプターの代替として構想しており、ペイロード400 lb (180 kg)、巡航速度110 kn (200 km/h)、滞空時間3時間、地面効果外ホバリング限度6,000 ft (1,800 m)以上の性能を要求していた。ヒューズ社は、モデル269をもとに、これらの陸軍の要求事項に合致するように発展させてモデル369を開発した。

### 基本構造

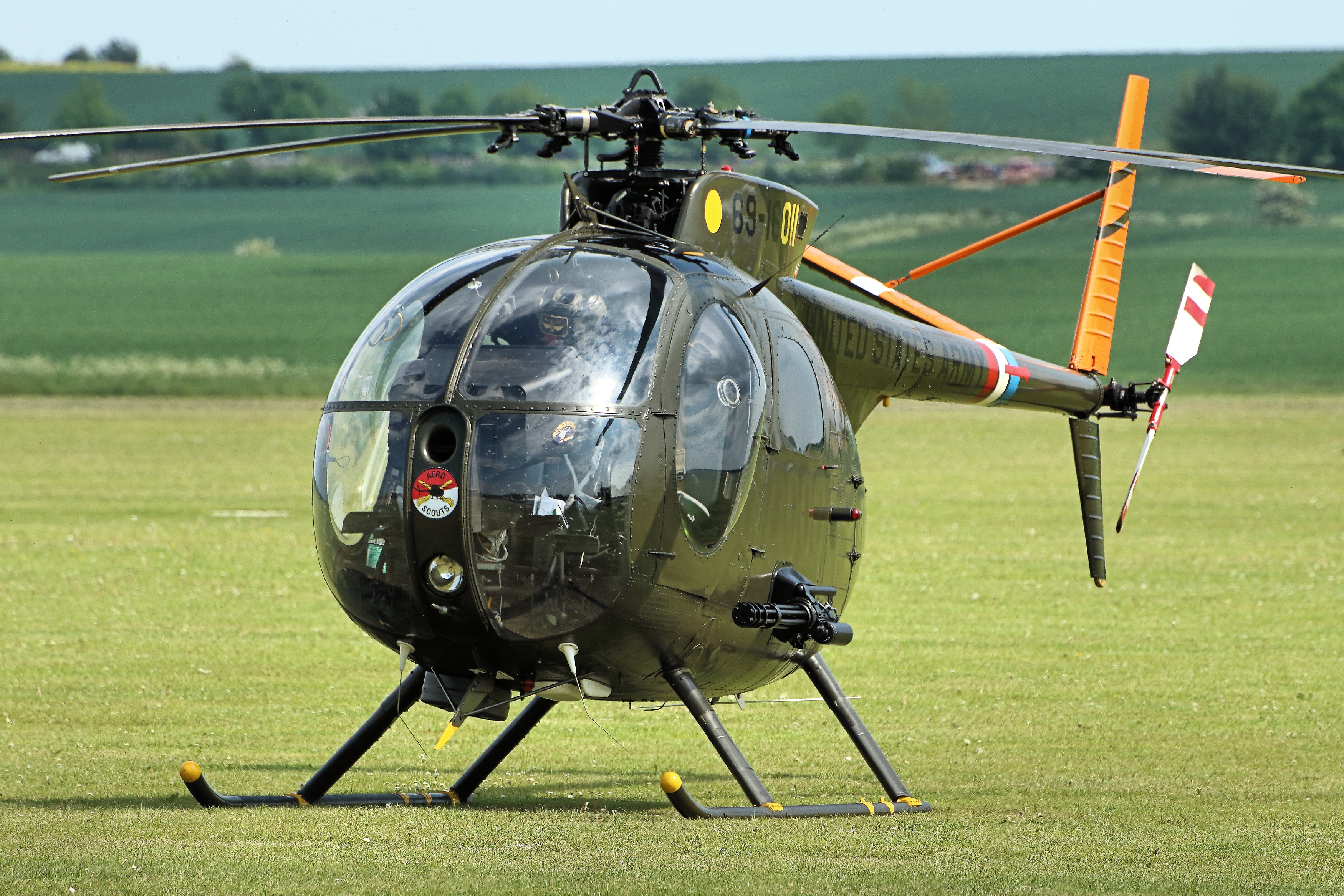
ミニガン搭載のOH-6A

OH-6では、無駄なものを一切排除して、思い切った斬新な設計が行われている。空気抵抗を低減するため胴体の形状は雨滴型とされ、構造面では、センター・キール・ビーム、マスト・サポート・ストラクチャーおよび2つのバルクヘッドで構成されるセントラル・フレームを基幹に組み立てられたセミ・モノコック構造となった。フレーム以外の部分の外板は薄いアルミ板であり、押すだけでも容易に変形してしまう一方、このような内部構造によって機体全体としては頑丈で、機体がひっくり返っても潰れずに残り、乗員の生存に寄与することも度々であった。
降着装置はスキッド式で、胴体構造への取り付け部には、前後に4個の油圧式ダンパが取り付けられている。また地上で機体を移動する際には、降着装置に車輪を取り付けて機体を持ち上げるが、機体が軽量であるため、2～3名の人員で手押しで移動することができた。
武装としては、機体左舷側にXM27アーマメントサブシステム（M134ミニガン1挺および弾薬2,000発）、右舷側にもM60機関銃を装備することができた。XM27は90度回転し、前方または中間下方に向けて発射することができた。

### 動力系統
LOH計画の要求事項に基づき、エンジンとしてはアリソン社製のT63ターボシャフトエンジンを採用している。このエンジンのもととなったアリソン250-C18Aは連続最大出力270 hp (200 kW)、離昇出力317 hp (236 kW)という性能を有するが、本機ではそれぞれ243 hp (181 kW)および278 hp (207 kW)に減格使用している。エンジンは胴体の後部セクションに47度斜め上向きの角度で取り付けられており、地面に足を付けた状態でエンジンの点検や整備を行うことができた。
エンジンの出力は、ドライブシャフトを通じて後部キャビン天井に設けられたトランスミッションに伝達され、ここを経由してメインローターおよびテールローターを駆動する。このドライブシャフトは左右後部座席の間にあるカバーの中を走っており、居住性の点では悪影響があったが、安全性は確保されていた。メイン・トランスミッションは4つのスパイラル・ベベル・ギアで構成される簡単な機構であり、入力回転数6,180 rpmを、テール・ローターヘは2,106 rpm、メイン・ローターヘは484 rpmと減速伝達する。
主ローターは全関節型で、リストレイニング・ストラップを中心とした独特な機構を有する。高速での機体の振動を低く抑える必要から4枚ブレードとされており、アルミニウム合金製で、翼型はNACA0015、7度58分の捻り下げを有する。またヒューズ500D（OH-6D）では主ローターブレードの翼型・寸法は変えないままで5枚ブレードとしている。
これらのブレードをハブと接続するリストレイニング・ストラップはフレキシブルな15枚の高張力ステンレススチール製の板ばねを重ねた構造で、この弾性と変形をうまく活かして従来のフラップ・ヒンジとフェザリング・ヒンジを代用しており、従来の全関節型ローターと比して100 lb (45 kg)程度の重量軽減が可能となった。またブレードとリストレイニング・ストラップの接続はボルト止めで行われており、必要であれば2～3名の隊員が数分の作業でブレードを取り外すことができた。
なお機体が軽量であることと主ローターのオフセット・フラッピング・ヒンジが大きなコントロール・モーメントを生み出すことから、操縦装置には油圧や電気アクチュエータが用いられておらず、コレクティブ・スティックに操舵力を補うためのスプリングが装着されているのみであった。このためにAFCS（自動操縦装置）やSAS（安定性増大装置）も装備していないが、上記のような主ローターの構造のほか、エンジンや燃料タンクを低い位置に配置したことなどもあって、飛行特性は優れたものであった。尾部の安定板はV型配置であったが、ヒューズ500D（OH-6D）ではT型配置となった。

### 諸元・性能（OH-6A）
出典: Taylor 1966, pp. 245–246
諸元
- 乗員: 操縦士1名
- 定員: 乗客3名
- ペイロード: 463 kg （1,021 lbs）
- 全長: 　
  - (ローター回転時) 9.23 m
  - (胴体長) 6.48 m
- 全高: 2.48 m
- ローター直径: 8.03 m
- 空虚重量: 485 kg （1,070 lbs）
- 最大離陸重量: 1,225kg （2,700 lbs）
- 動力: アリソン T63 ターボシャフトエンジン、250 hp (190 kW)    × 1

性能
- 超過禁止速度: 370 km/h (200 kn)
- 巡航速度: 233 km/h (126 kn)
- 航続距離: 555 km (300 nmi)
- 実用上昇限度: 4,875 m （16,000 ft）
- 上昇率: 670 m/min

## 運用史

### 採用国一覧
軍用のMD 500を含む
- アルゼンチン
- バーレーン
- ボリビア
- チリ
- コロンビア
- コスタリカ
- デンマーク
- ドミニカ共和国
- エクアドル
- エルサルバドル
- フィンランド
- ハイチ
- ホンジュラス
- インドネシア
- イラク
- イスラエル
- イタリア
- 日本
- ヨルダン
- ケニア
- モーリタニア
- メキシコ
- モロッコ
- ニカラグア
- ベトナム
- 北朝鮮
- フィリピン
- 中華民国（台湾）
- 韓国
- スペイン
- アメリカ合衆国

### アメリカ軍での運用
ヒューズ社の目論見通りに追加発注も行われ、1970年8月までに計1,434機が納入された。しかし追加発注分について、ヒューズ社は価格を約3倍に引き上げて議会からの警告を受けた上に、生産も遅延した。この結果、陸軍はOH-6Aの更なる追加発注を行うかわりにLOHの選定をやり直すことになった。1967年の再入札において、ヒューズ社は再びOH-6Aで臨んだのに対し、ベル社はモデル206の発展型であるOH-58Aを提示し、フェアチャイルド・ヒラー社はFH-1100の民間仕様機のセールスに注力するためOH-5Aを提出しなかったため、OH-6AとOH-58Aの一騎打ちとなった。この際、ヒューズは相談役のジャック・レアルの忠告を無視し、技術者が算出した入札価格に3,000米ドルを上乗せした56,550ドルを提示したのに対し、ベルは54,200ドルを提示したため、OH-58Aが採用を勝ち取った。
1967年3月より、多くのOH-6Aがベトナム戦争に投入された。最前線での活動が多い一方、機体の防御力は脆弱だったために損耗も多かったが、AH-1攻撃ヘリコプターと組んで活動することで補うことが出来た。例えば第1騎兵師団の空中騎兵中隊は空中偵察小隊（OH-6A×9機）、空中小銃小隊（UH-1D×6機）、空中武器小隊（AH-1G×9機）から編成されて、威力偵察はOH-6AとAH-1Gが2機ずつでチームを組んで行うのが通例であった。最終的に、ベトナム戦争を含めて、658機が戦闘中に喪失したとされる。
ベトナム戦争後、OH-6Aは陸軍州兵および予備役への移管が進められた。1980年代末より、エンジンを強化したOH-6Bへの改修が行われた。また特殊作戦航空部隊向けに、OH-6Aをベースとして改修し、MH-6B、AH-6CおよびEH-6Bが製作された。これらの運用実績を踏まえて、後にMD 500MGをベースとした新造機としてMH-6EおよびAH-6Fが製造されたほか、以後もMD 500/530ディフェンダーをベースとした機体が製造されていった。

### 日本での運用

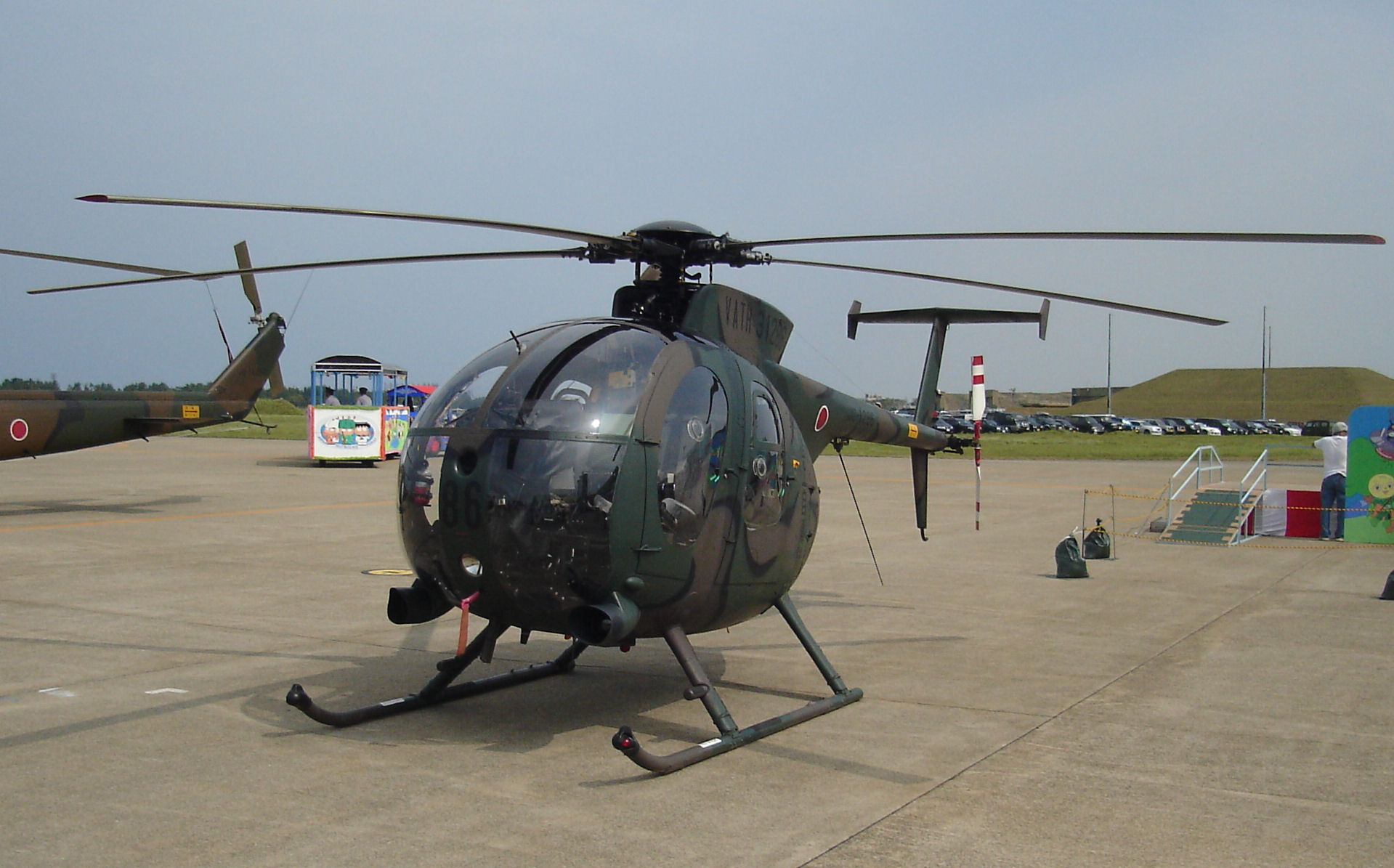
陸上自衛隊第5対戦車ヘリコプター隊本部付隊のOH-6D

川崎重工業は1967年よりヒューズ 369のライセンス生産に着手した。自衛隊向けの機体はOH-6J（ヒューズ社内呼称はモデル369HM）、また民間向けの機体は川崎ヒューズ500（ヒューズ社内呼称はモデル369HS）と称されており、防衛庁向けに120機、その他の官公庁および民間向けに48機が生産・納入された。
またヒューズ500D（ヒューズ社内呼称はモデル369D）が登場すると川崎重工での生産分もこちらに準じた仕様に切り替わることになり、川崎重工の社内呼称としては川崎ヒューズ369D、自衛隊での呼称はOH-6D、民間向けの商品名は川崎ヒューズ500Dとされて、1978年4月には運輸省航空局の型式証明を取得した。1997年（平成9年）の生産終了までに陸自に193機（J型と合わせると310機）、海自に訓練用14機と連絡用1機を納入し、民間向けにも生産した。川崎での延べ生産数は387機に上る。

#### 陸上自衛隊
陸上自衛隊は1969年よりOH-6Jを導入し、L-19連絡機やH-13観測ヘリコプターの代替として、方面飛行隊・師団飛行隊に計120機配備した。また昭和53年（1978年）度からはOH-6Dに切り替えて更に調達を継続し、第1ヘリコプター団や対戦車ヘリコプター隊などにも配備されている。陸上自衛隊向けのD型は生産途中から、暗視ゴーグル対応操縦席、赤外線監視装置、赤外線照射装置が追加されている。
1997年（平成9年）からは後継の観測機である川崎OH-1の調達が進められたが、各対戦車ヘリコプター隊への配備にとどまったことから、OH-6Dの運用が続けられた。また、陸上自衛隊のヘリ操縦士養成に練習機として使用されたTH-55Jが退役した後は、専らOH-6Dが使用された。2015年2月20日（平成27年）陸自航空学校宇都宮校においての、第197期陸曹航空操縦課程（OH-6コース）の卒業までOH-6Dは練習用ヘリコプターとして使用され、その後は後継のTH-480に一本化された。
OH-6Dが担ってきた観測任務は、2020年現在UH-1Jが兼務している。
2002年（平成14年）には大分県玖珠町上空で2機の陸上自衛隊OH-6Dが訓練中に衝突、2機ともに墜落して乗員4名が全員死亡する事故が起きた。
2020年（令和2年）3月末時点での陸上自衛隊の保有機数は14機であった。2019年3月をもって、北海道の部隊から退役、2020年3月26日最後の1機である東部方面航空隊所属の31311号機が用途廃止のため、立川駐屯地から霞ヶ浦駐屯地へラストフライトが行われ、これをもって全機退役となった。
用途廃止された1機がT-3と共に金沢工業大学航空システム工学科の教材としてキャンパスに展示されている。

#### 海上自衛隊

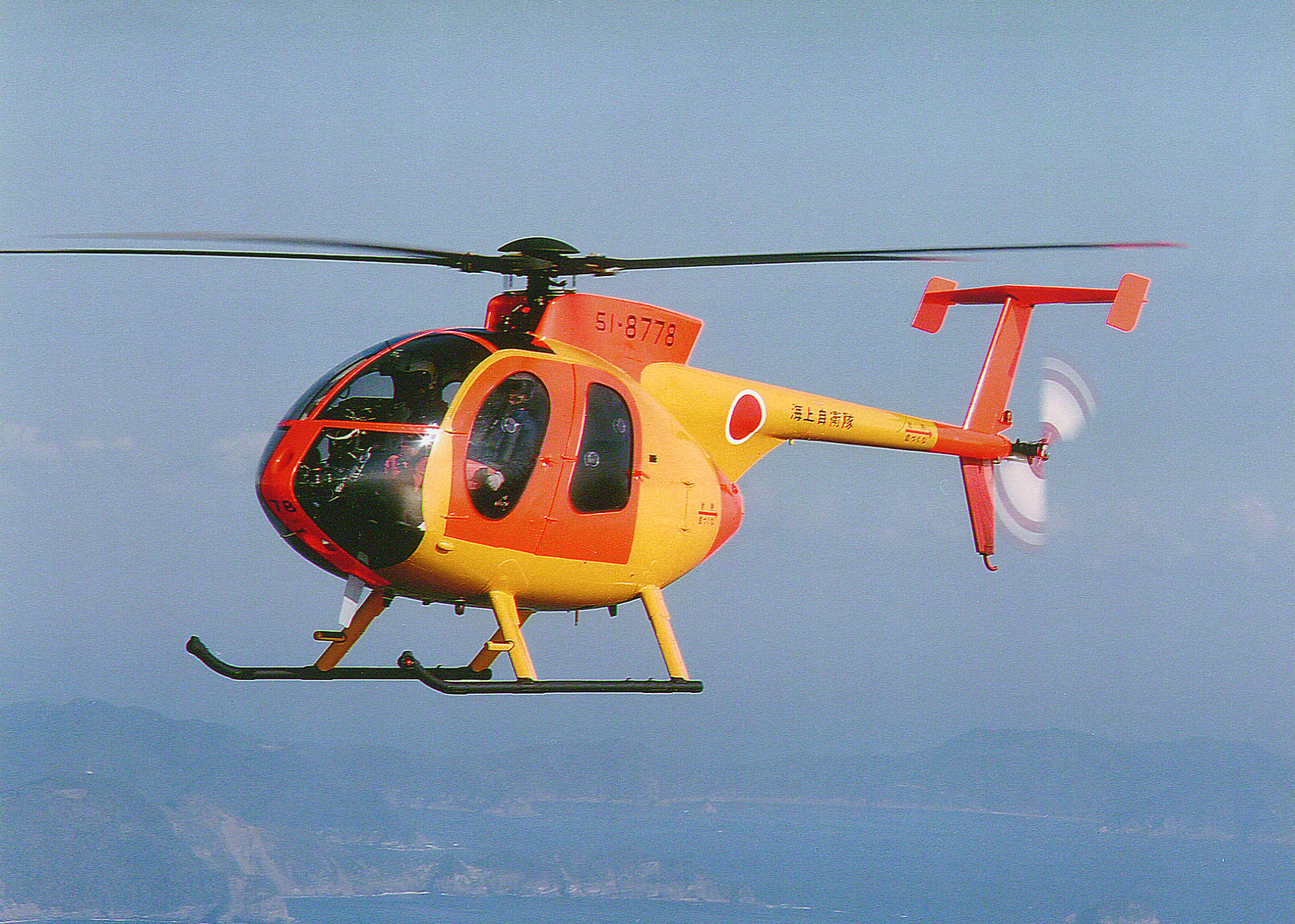
海上自衛隊のOH-6DA

海上自衛隊では、第3次防衛力整備計画中期以降、対潜戦用の無人ヘリコプターであるQH-50 DASH（Drone Anti-Submarine Helicopter）を代替するための有人ヘリコプターであるSMASH（Small Manned Anti-Submarine Helicopter）計画に着手しており、アエロスパシアル社のアルエットIIIやウエストランド社のリンクス、ベル社のジェットレンジャーとともにOH-6Jも検討の俎上に載せられていた。DASHと同様の攻撃機能に加えて最低限の再探知能力も付与することが計画され、3次防中に評価用機体を購入、4次防から部隊装備に入ることを目指していた。しかしアメリカ海軍のLAMPS（Light Airborne Multi-Purpose System）計画の状況を踏まえて計画は修正され、まずポスト四次防において、アメリカ海軍のLAMPS Mk.Iで採用されたSH-2FをMASH（Manned Anti-Submarine Helicopter）として導入し、アメリカ海軍のLAMPS Mk.IIIが確定するまでの暫定策とすることとなった。
このようにして対潜戦用の導入は頓挫した一方、1972年からは、ベル47の後継となる練習ヘリコプターとしてOH-6Jが導入されており、昭和58年（1983年）度取得機からはOH-6Dに切り替えられている。また1993年（平成5年）には、砕氷艦「しらせ」で長らく運用していたベル47G-2A観測ヘリに代わり、OH-6Dを文部省（現・文部科学省）の予算で1機導入した。
1997年に川崎重工業での生産が終了した後、海上自衛隊のOH-6Dの機体数が足りないことから、アメリカからMD 500Eを5機輸入し、OH-6DAとして教育に使用していた。17中防でOH-6D/DAの後継機（次期回転翼練習機：TH-X）の機種選定が、アグスタ・ウェストランド A109Eとユーロコプター EC 135との総合評価落札方式で行われ、2009年1月ユーロコプター EC135T2+に決定した。2011年6月に第211教育航空隊（鹿屋航空基地）所属機が退役したことにより、OH-6Dの海上自衛隊における運用は終了した。2015年（平成27年）2月12日には、宮崎県えびの市で同じく第211教育航空隊のOH-6DAが墜落し、乗員3名が全員死亡した（OH-6DAえびの墜落事故）。海上自衛隊のOH-6DAは、最終号機が2016年（平成28年）3月31日に除籍されて、全機退役した。

#### 技術研究本部

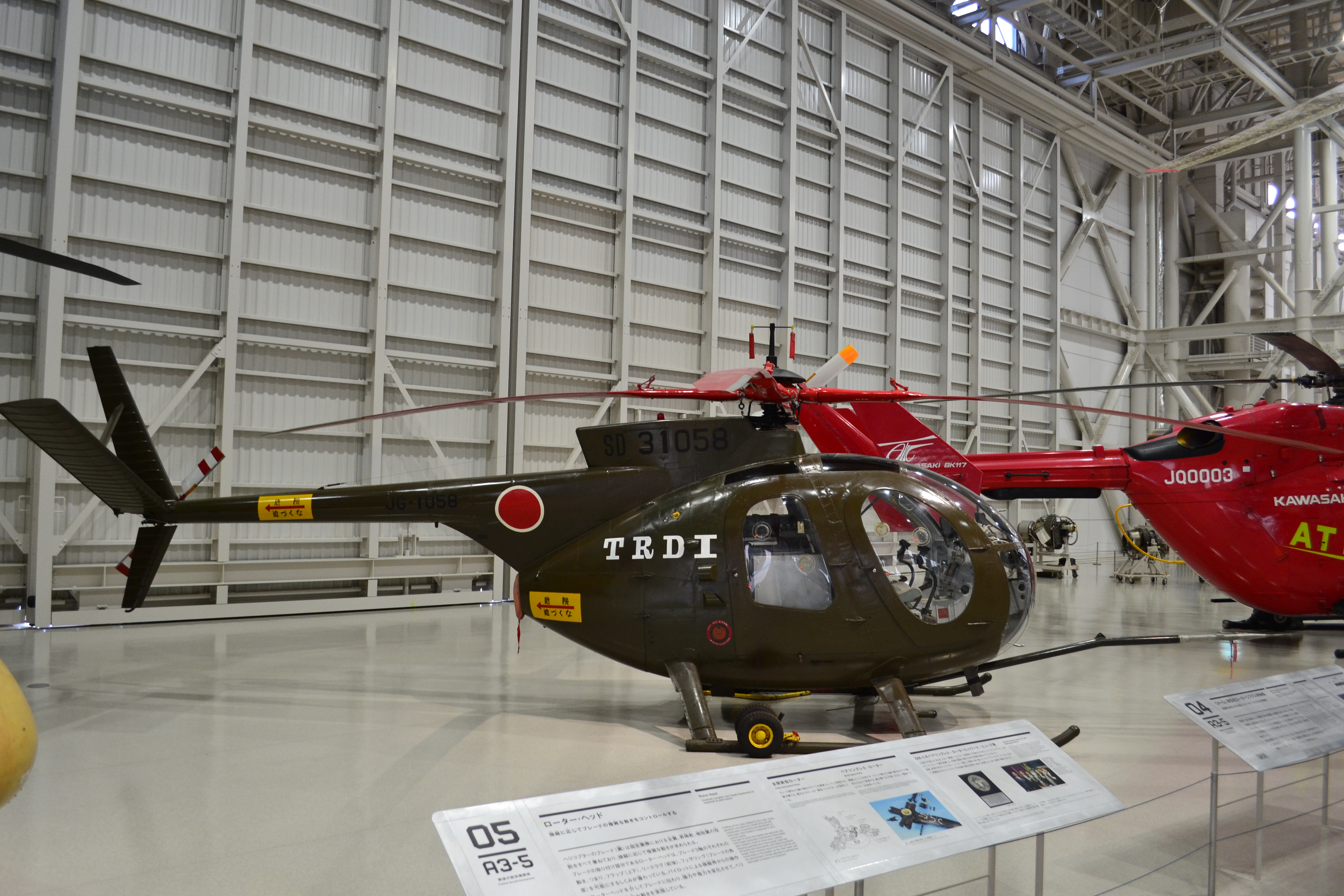
岐阜かかみがはら航空宇宙博物館に展示される供試機

技術研究本部（現防衛装備庁）は1990年（平成元年）から1992年（平成3年）にかけて、OH-6Jの31058号機を改造した飛行試験用供試機を用いて、整備性・運動性の向上を目的とする複合材を使用したベアリングレス（ヒンジレス）型ローター・システムの新規開発を行った。飛行試験は航空自衛隊岐阜基地で行われた。この新型式ローター・システム実験機の研究成果は、後の国産観測ヘリコプター・OH-1の開発に活用された。

#### 海上保安庁
海上保安庁の369HS（SH113、SH115）は、もともとアメリカ合衆国による沖縄統治中に、琉球政府の厚生局による宮古諸島・八重山諸島といった僻地離島における急患輸送や巡回診療を目的に、1970年（昭和45年）に就役した2機だった。2機は吊り下げ救助装置と非常用フロートを装備し、石垣島に設置された石垣医療航空事務所を拠点に活動したが、1972年（昭和47年）5月15日の沖縄返還に伴い、石垣医療航空事務所は第十一管区海上保安本部石垣航空基地となり、369HSは海上保安庁に引き継がれた。2機の369HSのうち、SH113は石垣航空基地に留まったが、SH115は那覇空港に新設された那覇航空基地に移動した。その後、1977年（昭和52年）にSH113、1979年（昭和54年）にSH115が第四管区海上保安本部伊勢航空基地に移動となり、1993年（平成5年）6月の解役まで運用され続けた。1991年（平成3年）に「パール1号」「パール2号」の愛称が付けられている。

### 型式一覧
OH-6A
量産型。
OH-6A ノーター
ノーターシステム搭載型。
OH-6B
エンジン換装型。
OH-6C
エンジン換装提案型。
OH-6J
川崎重工業でのライセンス生産型。陸上自衛隊で117機が導入された。
OH-6D
川崎重工業製造の陸上自衛隊向け観測機型で193機が導入された。海上自衛隊でも練習機として14機導入（2011年6月運用終了）された。
OH-6DA
海上自衛隊向け練習機型。OH-6D生産終了につきMD 500Eを輸入して使用。
TH-6B
アメリカ海軍向け練習機型。
EH-6B
特殊部隊向け電子戦機型。OH-6Aより改修。
MH-6B
特殊部隊向け軽輸送型。OH-6Aより改修。
AH-6C
特殊部隊向け武装型。OH-6Aより改修。

## 登場作品

### 映画
『アウトブレイク』
アメリカ陸軍機としてMD 500MDが登場。「モターバ熱」のアウトブレイクが生じたカリフォルニア州シーダー・クリークに展開した機体を、駐機中に主人公たちが強奪し脱出・移動手段として使用する。作中では、UH-1Bからの追撃を回避して後ろに回り込んだり、ハイウェイを走行中のトラックの真上で低空飛行を行いE-3 セントリーを欺くなど、その機動力と小ささを存分に発揮している。
『アパッチ』
麻薬カルテルの攻撃ヘリコプターとしてMD 500MDが登場。スタブウイングにガンポッドと2.75インチロケット弾ポッドを1個ずつ、機首部には照準装置を搭載している。作中では、主人公たちが操縦するAH-64 アパッチと激しい空中戦を繰り広げる。
『ガメラ2 レギオン襲来』
陸上自衛隊のD型が登場。主人公の渡良瀬二佐が、対戦車ヘリコプター隊に随伴して戦闘指揮所から名崎送信所へ向かうための移動手段として使用する。
『サドン・デス』
ピッツバーグ市警察所属のOH-6が地上からの突入作戦失敗を受けて、上空からSWAT隊員を降下・突入作戦を行う為に２機投入される。しかし、シビックアリーナ(当時)周辺ビルの屋上で待機していたテロリスト一味からM72 LAWを打ち込まれ、そのうちの１機が撃墜され、降下中のSWAT隊員も墜落死する。
『ゴジラシリーズ』
『怪獣総進撃』
国連科学委員会の連絡機として登場。フロートを装備しており、作中では、小笠原諸島の第二宇宙空港と怪獣ランド間で運用されている。
『ゴジラvsビオランテ』
陸上自衛隊のD型が登場。ロケット弾を搭載し浦賀水道沖でUH-1Hや海上自衛隊の護衛艦とともにゴジラを攻撃する。その後、超能力者である三枝未希を乗せて芦ノ湖から大阪までの太平洋上でゴジラを捜索し、遠州灘で発見する。
ラジコンモデルはローターの形状が実機と異なる。
『ゴジラvsキングギドラ』
陸上自衛隊富士偵察隊所属機としてD型が登場。富士山麓上空でUFOを捜索していた最中、謎の光によって撃墜されてしまう。
『ゴジラvsモスラ』
陸上自衛隊のD型が登場。東京へと向けて東京湾内を進むモスラを、UH-1Hや護衛艦とともにロケット弾で攻撃する。
『ゴジラvsデストロイア』
Gフォース所属機としてMD 500Eが登場。三枝未希が搭乗し、冒頭ではバース島の消滅を観測。その後はゴジラジュニアの捜索と誘導にあたる。
『GODZILLA』
アメリカ軍機としてA型あるいはB型とMD 500MDが登場。ジャマイカのグレート・ペドロ・ブラフにて、ゴジラの襲撃を受け座礁した貨物船の調査にあたる。
『ゴジラ2000 ミレニアム』
陸上自衛隊のD型が登場。北浦に墜落し機能を停止したUFOの周りを飛行して警戒にあたっている。

『スパイダーマン』
鉄十字団の装備として登場。空中からスパイダーマンと協力者の間宮十三を機銃掃射するが、飛び乗ったスパイダーマンに乗っ取られ、最後は墜落炎上する。
撮影に使われたのは新日本国内航空のヒューズ 369C（登録番号：JA9032）だが、同機は1980年3月18日に訓練飛行中の墜落事故で大破している。
『地獄の黙示録』
アメリカ陸軍第1騎兵師団所属のA型が登場。ベトコン拠点の村を攻撃するUH-1の着弾観測や索敵を行う。
『首都消失』
陸上自衛隊のJ型が登場。異常物体O対策本部に飛来する。
『宣戦布告』
陸上自衛隊のD型が登場。敦賀半島の山中に潜伏する北東人民共和国の特殊部隊を捜索し、普通科部隊を支援する。
本作は自衛隊の協力を得ることができなかったため、撮影には民間が所有する機体が使用されている。
『東京湾炎上』
J型が登場。資源公正分配推進組織（POFFDOR）の要求を受けての爆破が発表された、鹿児島県の喜山CTSの上空を飛行する。
『日本沈没』（1973年版）
陸上自衛隊のJ型が登場。丹後半島から朝鮮半島へと向かいつつある避難民を乗せた漁船群の上空に飛来し、不法入国になることと津波の襲来を警告する。
『ブルーサンダー』
コクラン大佐の乗機としてD型が登場。
『八岐之大蛇の逆襲』
防衛隊第13連隊所属機としてJ型が登場。米子市に出現した八岐之大蛇に対して出動し、ロケット弾攻撃の着弾観測を行う。

### テレビドラマ・オリジナルビデオ
『SFX巨人伝説ライン』
陸上自衛隊のD型が登場。第7話では鹿島港に上陸したゴロマキングを、第10話と第11話では侵攻するバグズンを、第13話では千葉県付近を侵攻するレッドコングを観測する。
『ヴィジュアル・バンディッツ』
第1話に陸上自衛隊のD型が登場。群馬県北西部での巨大生物出現を受けて災害派遣で出動し、黒部一佐を獣害対策本部まで輸送する。
『恐竜大戦争アイゼンボーグ』
第11話に防衛隊所属機としてJ型が登場。日本海砂丘に出現したアンクに対して出動し、アンクの側にいた子供たちを他部隊の攻撃の邪魔にならないよう避難させる。
『星間特捜アサルトライザー』
陸上自衛隊のD型が登場。第1話では名古屋を襲ったドドゴに、第3話では東シナ海から日本に上陸した金剛コングに対して出動する。
『超音速攻撃ヘリ エアーウルフ』
敵役などとしてD型が度々登場。
『スーパー戦隊シリーズ』
『電撃戦隊チェンジマン』
第1話に地球守備隊日本支部所属機としてMD 500Dが登場。隊員らによる訓練を上空から監督する。
『鳥人戦隊ジェットマン』
第37話に地球防衛軍スカイフォース所属機としてヒューズ 369Eが登場。小田切長官が搭乗して山田牧場一帯で天堂竜（レッドホーク）を捜索し、トランザおよびギョライピラニアと交戦中のところを発見する。
『ぼくらの勇気 未満都市』

陸上自衛隊のJ型が度々登場。隔離された千葉県臨海幕原に物資を吊り下げ輸送する。

### アニメ・漫画
『アイアムアヒーロー in IBARAKI』
終盤に陸上自衛隊のD型が登場。
『代紋TAKE2』
陸上自衛隊のD型が登場。線路上の傭兵達に対してサーチライトで照射を行う。
『空想科学大戦!』
第1話に登場。科学攻撃隊SAMONが、富士山麓の本部までの要人輸送に使用する。ただし、テールの形状などが実機と異なる。
『クレヨンしんちゃん 爆発!温泉わくわく大決戦』
陸上自衛隊のD型が登場。春日部市から避難する市民の状況を観測する。
『最臭兵器』
陸上自衛隊のD型が登場。主人公の祖母を乗せ、臭気を放ちながら中央自動車道を東京へ向かう主人公の説得にあたる。
『ジオブリーダーズ』
厚生省衛生二課（ハウンド）が使用。
『第2次朝鮮戦争 ユギオII』
朝鮮人民軍のMD 500が登場。浸透工作のため韓国軍所属機に偽装しており、同じく韓国軍憲兵隊に偽装した特殊部隊を輸送する。
『まりかセヴン』
情報本部（自衛隊情報部とも）所属機としてMD-520Nがたびたび登場。非武装だが、主に観測や輸送などを行う。作中では、「ブラックビートル」という通称で呼ばれている。

### 小説
『MM9』
自衛隊のD型が登場。第3話では陸上自衛隊第12ヘリコプター隊所属機が、第5話では航空自衛隊小牧基地所属とされる機体が、気特対（気象庁特異生物対策部）の支援にあたる。
『ゲート 自衛隊 彼の地にて、斯く戦えり』
小説・漫画・アニメ版に異世界へ派遣された自衛隊の装備として登場。ヘリコプター部隊で編成された第4戦闘団に配備され、イタリカ戦にて盗賊団に対する着弾観測や索敵を行い、AH-1S対戦車ヘリコプターやUH-1J多用途ヘリコプターを支援する。一連のシーンは、上記の『地獄の黙示録』のパロディとなっている。
『生存者ゼロ』
陸上自衛隊のD型が登場。廻田三佐を乗せ、音信の途絶えた標津町川北へと飛ぶ。
『ゼロの激震』
第12ヘリコプター隊所属のD型が登場。
『ゼロの迎撃』
MD 500が登場。シュウ少佐率いる平壌防御司令部の兵士らが極秘で行っていたハン大佐の家族救出作戦の際、脱出用の機体として使用されるはずだったが、作戦計画が漏れてしまい乗員ごと乗っ取られる。これによりシュウ少佐らを胴体下に吊り下げていたガトリング砲で攻撃し、救出作戦を失敗させた。また、主人公の真下三佐が、武力衝突が発生した清洲橋に向かう際に近くを飛行していた木更津駐屯地所属機を使用する。
『日本沈没』
陸上自衛隊のD型が登場。主人公の小野寺が搭乗する。
『平壌クーデター作戦』
丁春国少佐率いる朝鮮人民軍空軍特殊航空隊に所属する4機のMD 500が登場。1機は丁少佐が直接操縦し、十五号官邸へのロケット弾攻撃や主人公ら特殊部隊人員のヘリボーンを行う。

### ゲーム
『ARMA 2』
拡張パック「Operation Arrowhead」に登場。通常の輸送ヘリとして使用できるほかに、UAVとして遠隔操作し、目標にレーザーを照射することでAGM-114 ヘルファイア対戦車ミサイルを誘導することができる。
『PUBG』
ペイロードモードでマップ上にドロップされている。
『Wargame Red Dragon』
自衛隊デッキに「OH-6D」の名称で通常型が、「OH-6D TOW」の名称でスタブウイングにBGM-71 TOW対戦車誘導弾を搭載した型が登場する。
『WarRock』
ゲーム内の通称は「豆ヘリ」。機動力・攻撃力は高いが装甲は薄い。
『ウマ娘 プリティーダービー』
OH-6もしくはMD 500が登場。日本ウマ娘トレーニングセンター学園の校章を描き、ピンク色に塗装されている。
『エアロダンシング』
セガが過去に発売していたフライトシミュレーターの金字塔。
『ゴーストリコン アドバンスウォーファイター2』
アメリカ軍攻撃ヘリとして登場し、主人公の指揮下に加わる。
『バトルフィールドシリーズ』
『BFV』
アメリカ陸軍とアメリカ海兵隊のヘリとして登場する。武装としてスタブウイングに2丁のM134 ミニガンを搭載している。
『BF2』
USMCのヘリとして『BFV』同様にスタブウイングに2丁のM134を搭載した機体が登場する。また、UAVを遠隔操作することが可能。

『マーセナリーズ』
北朝鮮反乱軍の偵察ヘリコプターとしてM134と空対地ミサイルを搭載したMD 500が登場するほか、ロシアン・マフィアの偵察ヘリコプターとしてM2重機関銃ポッドと57mm ロケット弾ポッドを搭載したMD 530Dが登場する。
『マーセナリーズ2 ワールド イン フレームス』
ユニバーサル石油が使用するヘリコプターとしてMD 520Nが「ローグ」の名称で登場する。非武装の輸送型が1種類と武装した攻撃ヘリコプター型が3種類登場する。

### その他の映像作品
『ギンガムチェック』
MVにA～BあるいはJ型が登場。機首に何らかの火器を備えている。東京に出現したファイヤーゴルザを攻撃し、SE.3130 アルエットIIや74式戦車などと共同で撃破する。
神戸ポートアイランド博覧会
CMに民間型が登場。ゴダイゴが搭乗する。白い機体で、機首に「Godiego」と赤くペイントされている。